# Polska Karta Praw Ofiary
Polska Karta Praw Ofiary – przygotowane przez Ministerstwo Sprawiedliwości we współpracy z instytucjami i organizacjami rządowymi i pozarządowymi, ogłoszone w październiku 1999 zestawienie obowiązujących praw przysługujących ofiarom przestępstw. Karta stanowić ma pomoc dla każdego pokrzywdzonego w sytuacjach, gdy jego prawa nie są respektowane, jak również przypominać policjantom, prokuratorom i sędziom, że dążąc do zebrania materiału dowodowego oraz ustalenia i osądzenia faktycznych sprawców przestępstw nie mogą zapominać o szczególnej sytuacji, w jakiej pozostaje ofiara.
Karta praw ofiary powołuje się na: zagwarantowaną w Konstytucji przyrodzoną i niezbywalną godność człowieka i obywatela, będącą źródłem jego wolności i praw, które władze publiczne mają obowiązek szanować i chronić (art. 30 Konstytucji); fakt, iż Rzeczpospolita Polska jest państwem prawa, urzeczywistniającym zasady sprawiedliwości społecznej, w którym każdy ma obowiązek przestrzegania prawa (art. 2 i art. 83 Konstytucji); zalecenia wypracowane przez międzynarodową społeczność kształtujące politykę postępowania z ofiarami przestępstw, a w szczególności: deklarację ONZ o podstawowych zasadach sprawiedliwości dla ofiar przestępstw i nadużyć władzy z 29 listopada 1985 r., Europejską Konwencję o kompensacji dla ofiar przestępstw popełnionych z użyciem przemocy z 24 listopada 1983 r., zalecenia Rady Europy Nr R(85)11 z 28 czerwca 1985 w sprawie pozycji ofiary w prawie i procesie karnym, zalecenia Rady Europy Nr R (87)21 z 17 września 1987 w sprawie zapobiegania wiktymizacji i pomocy dla ofiar przestępstw.
Ofiarą w rozumieniu Karty jest osoba fizyczna, której dobro prawem chronione zostało bezpośrednio naruszone lub zagrożone przez przestępstwo, a także jej najbliżsi.